# Unión de Artistas de Azerbaiyán
La Unión de Artistas de Azerbaiyán (en azerí: Azərbaycan Rəssamlar İttifaqı) es la organización pública creativa de los artistas y los críticos de arte en Azerbaiyán.

## Historia de la unión
La Unión de Artistas de Azerbaiyán fue establecida en 1932 en Bakú. Esta unión organiza exposiciones y concursos de artistas nacionales y extranjeros en Azerbaiyán. Actualmente existe 1651 miembros de la unión. En Najicheván, Ganyá y Şəki funciona las oficinas regionales de la unión.
Actualmente el presidente de la Unión de Artistas de Azerbaiyán es el famoso artista de Azerbaiyán, Farhad Khalilov. Aghali Ibrahimov es el secretario de la unión.

## Presidentes de la unión
- Ismayil Akhundov (1940-1944)
- Nusrat Fatullyev (1944-1946)
- Mursal Najafov (1946-1947)
- Ismayil Akhundov (1947-1952)
- Baba Aliyev (1952-1953)
- Mammadagha Akhundov (1953-1961)
- Nadir Abdurrahmanov (1961-1970)
- Tokay Mammadov (1970-1972)
- Tahir Salahov (1972-1973)[6]
- Yusif Huseynov (1973-1987)
- Farhad Khalilov (1987-actualidad)